# Adam Driver
Adam Douglas Driver (San Diego, 19 de noviembre de 1983) es un marine retirado, cantante ocasional y actor estadounidense. Es internacionalmente conocido por sus papeles como Adam Sackler en la exitosa serie de televisión de HBO Girls y como Kylo Ren, el villano principal, en la nueva saga(apareciendo en 3 de ellas episodios: VII, VIII, IX) de ciencia ficción Star Wars.

## Primeros años
Nació en San Diego, California. Es de ascendencia británica, neerlandesa y alemana. Se graduó en Mishawaka High School en 2001.

### Carrera militar
Poco después de los Atentados del 11 de septiembre de 2001, Driver se unió al Cuerpo de Marines de los Estados Unidos y fue asignado a Infantería. Prestó sus servicios para la armada durante casi 3 años, antes de que se rompiera el esternón en un brutal accidente mientras practicaba ciclismo de montaña, razón por la cual se vio obligado a abandonar el cuerpo de Marines y no permanecer en la guerra de Irak. Estudió para ser actor en la prestigiosa Escuela Juilliard de Nueva York y se graduó en una Licenciatura en Bellas Artes en 2009.

## Carrera artística
Después de su graduación en Juilliard, Driver debutó como actor en Broadway protagonizando la obra Mrs. Warren´s Profession con la actriz británica Sally Hawkins en 2010. Debuta en cine un año después con el largometraje J. Edgar de Clint Eastwood. Interpreta a un chico de una gasolinera que les da la matrícula que necesita Edgar para hallar al culpable del secuestro y asesinato de Bruno Hauptmann. En su segunda película interpreta al capitán de las fuerzas armadas de los Estados Unidos Samuel Beckwith en Lincoln de Steven Spielberg, ese mismo año se integra al elenco de la controvertida y popular serie televisiva a nivel mundial Girls de HBO dándole vida a Adam Sackler (la pareja emocionalmente inestable de la protagonista principal de la serie) interpretación por la cual ha recibido hasta el momento tres nominaciones consecutivas de los Premios Primetime Emmy en la categoría de Mejor Actor de Reparto en una Serie de Comedia. Un año después interpreta al fotógrafo de la National Geographic Society Rick Smolan en la película australiana Tracks dirigida por John Curran y al cantante Al Cody en la película Inside Llewyn Davis dirigida por los hermanos Coen. En 2014 protagoniza la película italiana Hungry Hearts ganando la Volpi Cup como Mejor Actor en el Festival Internacional de Cine de Venecia de 2014. En febrero del mismo año, la revista Variety reportó que Driver iba a ser el nuevo villano, Kylo Ren, de la película de Star Wars: Episodio VII - El despertar de la Fuerza. El 29 de abril del mismo año se confirmó que iba a ser el villano principal de El Despertar de la Fuerza interpretando a Kylo Ren incorporándose así en Star Wars, cabe destacar, que para obtener este codiciado papel, Adam Driver no necesitó hacer la audición, sino que fue solicitado de manera exclusiva directamente por J. J. Abrams y Kathleen Kennedy (presidenta de Lucasfilm) bajo la aprobación y autorización de Disney. El 16 de enero de 2016 es elegido por primera vez como anfitrión para formar parte del episodio 797 de Saturday Night Live.
En 2016 interpreta al científico Paul Sevier en la película Midnight Special dirigida por Jeff Nichols, e interpretó al sacerdote Francisco Garupe en la película Silence dirigida por Martin Scorsese. También en ese año protagonizó la película Paterson dirigida por Jim Jarmusch. En el Festival de Cine de Cannes 2016, en 2018 protagonizó la película The Man Who Killed Don Quixote de Terry Gilliam.
En 2022, Driver interpreta Enzo Ferrari en una película dirigida por Michael Mann.

## Vida privada
Driver se casó con Joanne Tucker el 22 de junio de 2013. Tienen un hijo nacido en 2016 y una hija nacida en 2023.
Actualmente dirige una organización sin fines de lucro, Artes en Las Fuerzas Armadas, que ofrece espectáculos de teatro moderno gratuitos para los miembros del servicio en las bases militares estadounidenses en todo el mundo.

## Filmografía completa

### Cine
| 2011 | J. Edgar                                            | Walter Lyle              |
| 2012 | Lincoln                                             | Samuel Beckwith          |
| 2012 | Not Waving But Drowning                             | Adam                     |
| 2012 | You Don't Know Jack                                 | Glen Stetson             |
| 2012 | Gayby                                               | Neil                     |
| 2012 | Frances Ha                                          | Lev Shapiro              |
| 2013 | Bluebird                                            | Walter                   |
| 2013 | Tracks                                              | Rick Smolan              |
| 2013 | Inside Llewyn Davis                                 | Al Cody                  |
| 2013 | What If                                             | Allan                    |
| 2014 | Hungry Hearts                                       | Jude                     |
| 2014 | This Is Where I Leave You                           | Phillip Altman           |
| 2015 | While We're Young                                   | Jamie Massey             |
| 2015 | Star Wars: Episodio VII - El despertar de la Fuerza | Kylo Ren / Ben Solo      |
| 2016 | Midnight Special                                    | Paul Sevier              |
| 2016 | Paterson                                            | Paterson                 |
| 2016 | Silencio                                            | Padre Francisco Garupe   |
| 2017 | The Meyerowitz Stories                              | Randy                    |
| 2017 | Star Wars: Episodio VIII - Los últimos Jedi         | Kylo Ren / Ben Solo      |
| 2017 | Logan Lucky                                         | Clyde Logan              |
| 2018 | El hombre que mató a Don Quijote                    | Toby Grisoni             |
| 2018 | BlacKkKlansman                                      | Flip Zimmerman           |
| 2019 | The Report                                          | Daniel Jones             |
| 2019 | Los muertos no mueren                               | Oficial Ronald Peterson  |
| 2019 | Historia de un matrimonio                           | Charlie Barber           |
| 2019 | Star Wars: Episodio IX - El ascenso de Skywalker    | Kylo Ren / Ben Solo      |
| 2021 | El último duelo                                     | Jacques LeGris           |
| 2021 | La casa Gucci                                       | Maurizio Gucci           |
| 2021 | Annette                                             | Henry                    |
| 2022 | Ruido de fondo                                      | Jack Gladney             |
| 2023 | Yankee Comandante                                   | William Alexander Morgan |
| 2023 | 65                                                  | Mills                    |
| 2023 | Ferrari                                             | Enzo Ferrari             |
| 2024 | Megalópolis                                         | Cesar Catilina           |

### Televisión
| 2009      | The Wonderful Maladys | Zed                          | Serie de televisión - Episodio piloto                         |
| 2009      | The Unusuals          | Will Slansky                 | Serie de televisión - Episodio: The EID                       |
| 2010      | Law & Order           | Robby Vickery                | Serie de televisión - Episodio: Brilliant Disguise            |
| 2012      | Law & Order: SVU      | Jason Roberts                | Serie de televisión - Episodio: Theatre Tricks                |
| 2012-2017 | Girls                 | Adam Sackler                 | Serie de televisión (Personaje regular)                       |
| 2015      | The Simpsons          | Adam Sackler (voz)           | Serie de televisión - Episodio: Every Man's Dream             |
| 2016      | Saturday Night Live   | Él mismo (Invitado especial) | Serie de televisión - Episodio: Adam Driver / Chris Stapleton |
| 2016      | Galaxy World of Alisa | Bol (voz)                    | Serie de televisión - Episodio: The Liar Liar                 |
| 2017      | Bob's Burgers         | Art the Artist (voz)         | Sitcom animada - Episodio: "The Bleakening: Part 1 & 2"       |

### Teatro
| 2010      | Mrs. Warren's Profession | Dov Kaplinsky | Broadway     |
| 2010      | The Forest               | Bulanov       | Off-Broadway |
| 2010      | The Retributionists      | Frank Gardner | Off-Broadway |
| 2010-2011 | Angels in America        | Louis Ironson | Off-Broadway |
| 2011      | Man and Boy              | Basil Anthony | Broadway     |
| 2012      | Look Back in Anger       | Cliff         | Off-Broadway |
| 2019      | Burn This                | Pale          | Broadway     |

### Videojuegos
| 2015 | Disney Infinity 3.0                       | Kylo Ren (voz) |
| 2016 | Lego Star Wars: El Despertar de la Fuerza | Kylo Ren (voz) |
| 2017 | Star Wars Battlefront 2                   | Kylo Ren (voz) |

## Premios y nominaciones
Premios Óscar
| Año  | Categoría                       | Película                  | Resultado |
| ---- | ------------------------------- | ------------------------- | --------- |
| 2019 | Oscar al mejor actor de reparto | Infiltrado en el KKK      | Nominado  |
| 2019 | Oscar al mejor actor            | Historia de un matrimonio | Nominado  |

Festival Internacional de Cine de Venecia
| Año  | Categoría                 | Película      | Resultado |
| ---- | ------------------------- | ------------- | --------- |
| 2014 | Copa Volpi al mejor actor | Hungry Hearts | Ganador   |

Premios de la Asociación de Críticos de Cine de Los Ángeles (LAFCA)
| Año  | Categoría   | Película | Resultado |
| ---- | ----------- | -------- | --------- |
| 2016 | Mejor actor | Paterson | Ganador   |

Premios de la Asociación de Críticos de Cine de Toronto (TFCA)
| Año  | Categoría   | Película | Resultado |
| ---- | ----------- | -------- | --------- |
| 2016 | Mejor actor | Paterson | Ganador   |

Premios Sant Jordi de Cinematografía
| Año  | Categoría                          | Película | Resultado |
| ---- | ---------------------------------- | -------- | --------- |
| 2016 | Mejor actor en película extranjera | Paterson | Ganador   |

Premios Saturn
| Año  | Categoría              | Serie                                               | Resultado |
| ---- | ---------------------- | --------------------------------------------------- | --------- |
| 2016 | Mejor actor de reparto | Star Wars: Episodio VII - El despertar de la Fuerza | Ganador   |

MTV Movie Awards
| Año  | Categoría                                                   | Película                                            | Resultado |
| ---- | ----------------------------------------------------------- | --------------------------------------------------- | --------- |
| 2016 | Mejor Villano                                               | Star Wars: Episodio VII - El despertar de la Fuerza | Ganador   |
| 2016 | Mejor Pelea - Rey (Daisy Ridley) vs. Kylo Ren (Adam Driver) | Star Wars: Episodio VII - El despertar de la Fuerza | Nominados |
| 2016 | Mejor Reparto                                               | Star Wars: Episodio VII - El despertar de la Fuerza | Nominados |

Teen Choice Awards
| Año  | Categoría             | Película                                            | Resultado |
| ---- | --------------------- | --------------------------------------------------- | --------- |
| 2016 | Mejor Villano de Cine | Star Wars: Episodio VII - El despertar de la Fuerza | Ganador   |

Premios Primetime Emmy
| Año  | Categoría                                      | Serie | Resultado |
| ---- | ---------------------------------------------- | ----- | --------- |
| 2013 | Mejor Actor de Reparto en una Serie de Comedia | Girls | Nominado  |
| 2014 | Mejor Actor de Reparto en una Serie de Comedia | Girls | Nominado  |
| 2015 | Mejor Actor de Reparto en una Serie de Comedia | Girls | Nominado  |

Critics' Choice Movie Award
| Año  | Categoría     | Película | Resultado |
| ---- | ------------- | -------- | --------- |
| 2013 | Mejor reparto | Lincoln  | Nominados |

Premios de la Asociación de Críticos de Cine de Georgia
| Año  | Categoría    | Serie                                               | Resultado |
| ---- | ------------ | --------------------------------------------------- | --------- |
| 2015 | Mejor elenco | Star Wars: Episodio VII - El despertar de la Fuerza | Nominados |

Premios de la Asociación de Televisión y Cine Online
| Año  | Categoría                                      | Película/Serie                                      | Resultado |
| ---- | ---------------------------------------------- | --------------------------------------------------- | --------- |
| 2013 | Mejor Actor de Reparto en una Serie de Comedia | Girls                                               | Nominado  |
| 2015 | Mejor Actor de Reparto en una Serie de Comedia | Girls                                               | Nominado  |
| 2016 | Mejor elenco                                   | Star Wars: Episodio VII - El despertar de la Fuerza | Nominados |

Premios de la Asociación de Críticos de Televisión
| Año  | Categoría                                      | Serie | Resultado |
| ---- | ---------------------------------------------- | ----- | --------- |
| 2015 | Mejor actor de reparto en una serie de comedia | Girls | Nominado  |

Círculo de Críticos de Cine de Australia
| Año  | Categoría              | Película | Resultado |
| ---- | ---------------------- | -------- | --------- |
| 2013 | Mejor actor de reparto | Tracks   | Nominado  |

Young Hollywood Awards
| Año  | Categoría      | Película | Resultado |
| ---- | -------------- | -------- | --------- |
| 2014 | Actor favorito | Tracks   | Nominado  |